# Rio das Cobras
Der Rio das Cobras ist ein etwa 102 km langer rechter Nebenfluss des Rio Iguaçu im Süden des brasilianischen Bundesstaats Paraná.

## Etymologie
Rio das Cobras bedeutet auf Deutsch Schlangenfluss.

## Geografie

### Lage
Das Einzugsgebiet des Rio das Cobras befindet sich auf dem Terceiro Planalto Paranaense (Dritte oder Guarapuava-Hochebene von Paraná).

### Verlauf
Sein Quellgebiet liegt im Munizip Nova Laranjeiras auf 731 m Meereshöhe etwa 6 km nordwestlich der Stadtmitte in der Nähe der BR-277. Nach etwa zwei Kilometern erreicht er die BR-277 und damit das Reservat Terra Indígena Rio das Cobras. Für etwa 20 km fließt er auf dessen südöstlicher Grenze. Nach weiteren etwa 20 km erreicht er das Munizip Espigão Alto do Iguaçu, dessen östliche Grenze er markiert. Bis zu seiner Mündung trennt er die beiden Munizipien Rio Bonito do Iguaçu und Quedas do Iguaçu voneinander.
Der Fluss verläuft überwiegend in südwestlicher Richtung. Er mündet auf 397 m Höhe von rechts in den Rio Iguaçu, der hier für das Wasserkraftwerk Salto Osório aufgestaut ist. Er ist etwa 102 km lang.

### Munizipien im Einzugsgebiet
Am Rio das Cobras liegen die vier Munizipien Nova Laranjeiras, Espigão Alto do Iguaçu, Rio Bonito do Iguaçu und Quedas do Iguaçu.

## Terras Indígenas
Die Terra Indígena Rio das Cobras wird im Südosten vom Rio das Cobras begrenzt. Gemäß der Datenbank der indigenen Territorien des Instituto Socioambiental leben hier 3.250 Menschen von den Völkern der Guarani (Mbya) und der Kaingang (Stand: 2014).
| Terra indígena | Völker                 | Bewohner | Fläche (km²) | Bewohner pro km² | Kategorie      |
| -------------- | ---------------------- | -------- | ------------ | ---------------- | -------------- |
| Rio das Cobras | Guarani Mbya, Kaingang | 3.250    | 190          | 17               | Terra Indígena |